# Charlie Dempsey
Bailey Matthews, meglio conosciuto con il ring name Charlie Dempsey (Blackpool, 30 dicembre 1996), è un wrestler britannico sotto contratto con la WWE.
È figlio dell'ex wrestler William Regal.

## Carriera

### WWE (2021–presente)

#### NXT UK(2021–2022)
Firmò con la WWE ad inizio 2021 e debuttò ad NXT UK nella puntata del 25 febbraio venendo sconfitto da Tyler Bate.
Nella puntata di NXT UK del 6 luglio 2022 venne sconfitto da Oliver Carter nel primo turno del torneo per l'NXT United Kingdom Championship.

#### NXT(2022–presente)
Debuttò ad NXT 2.0 il 30 agosto 2022 venendo sconfitto da Andre Chase. Nella puntata di NXT del 29 agosto venne sconfitto da Butch nel primo turno dell'NXT Global Heritage Invitational mentre il 15 settembre, ad NXT Level Up, venne sconfitto da Tyler Bate nel secondo turno e da Axiom nel terzo turno, svoltosi il 22 settembre ad NXT Level Up. Il 13 dicembre, ad NXT, prese parte ad un triple treath match per l'NXT North American Championship insieme al campione Dragon Lee e Joe Coffey ma fu Lee a prevalere.
Dopo essersi alleato con Drew Gulak, Damon Kemp e Myles Borne, formando i No Quarter Catch Crew, nella puntata di NXT del 27 febbraio sconfisse Noam Dar in un british rounds rules match per 2-1 vincendo l'NXT Heritage Cup, che perse il 14 maggio 2024 contro Tony D'Angelo.

## Personaggio

### Mosse finali
- Arm trap cross-legged STF[3]
- Dragon Suplex[3]

## Titoli e riconoscimenti
- WWE
  - NXT Heritage Cup (2)[14]